# Hess (Familienname)
Hess oder Heß ist ein deutscher Familienname.

## Herkunft, Bedeutung und Verbreitung
Hess ist eine um 1394 erstmals nachweisbare Variation des Namens Hessi, der die Herkunft vom Stamm der Hessen angibt. Er ist einer der häufigsten deutschen Herkunftsnamen. Andere Variationen sind Hasso (um 860), Hesso (um 1180), und Hesse (um 1401). Da diese Varianten als Vornamen gebraucht wurden, ist eine Herkunftsverbindung zu Hessen kaum bei allen Stämmen gegeben.  Am verbreitetsten ist der Name im Südwesten Deutschlands. Hess ist auch ein gebräuchlicher jüdischer Nachname.

## Varianten
- Hesse

## Namensträger

### A
- Adam Hess (* 1981), US-amerikanischer Basketballspieler
- Adolph Hess (1846–1912), deutscher Kunstsammler, Kaufmann, Numismatiker, Auktionator und Herausgeber
- Alban Heß (1891–1970), deutscher Buchhändler und Gegner des Nationalsozialismus
- Albert von Heß (1836–1911), deutscher Jurist und Politiker
- Albert Hess (Ornithologe) (1876–1928), Schweizer Vogelkundler
- Albert Hess (Maler) (1895–1960), Schweizer Maler
- Alfred Heß (Musiker) (1868–1927), deutscher Violinist, Kapellmeister und Musikpädagoge
- Alfred Hess (Kunstsammler) (1879–1931), deutscher Unternehmer und Kunstsammler
- Alfred Heß (Parteifunktionär) (1897–1963), deutscher Parteifunktionär (NSDAP/AO)
- Alfred Heß (Heimatkundler) (1925–2008), deutscher Heimatkundler
- Alfred Fabian Hess (1875–1933), US-amerikanischer Mediziner
- Allie Hess (* 1996), US-amerikanische Fußballspielerin
- Andreas Hess (Drucker), Buchdrucker in Ungarn
- Andreas Hess (Pfarrer) (* 1946), Schweizer evangelischer Pfarrer, HEKS-Beauftragter für Kirche und Diakonie in Osteuropa
- Andreas Hess (Produzent) (* 1955), deutscher Filmproduzent
- Andreas Heß (Biathlet) (* 1958), deutscher Biathlet
- Andreas Hess (Soziologe) (* 1959), deutscher Soziologe und Hochschullehrer
- Andreas Hess (Mediziner) (* 1966), deutscher Pharmakologe, Toxikologe und Hochschullehrer
- Annemarie Hess-Waser (* 1940), Schweizer Skirennfahrerin
- Annette Hess (* 1967), deutsche  Schriftstellerin und Drehbuchautorin
- Anton Hess (1838–1909), deutscher Bildhauer
- Arthur Heß (1891–1959), deutscher Politiker (NSDAP)
- Artur Heß (1929–2011), deutscher Leichtathletiktrainer
- August Heß (auch August Hess; 1827–1894), deutscher Wasserbauingenieur
- August Hess (Politiker) (1832–1897), deutscher Politiker, MdL Hessen
- August Hess (Maler) (1834–1893), deutscher Maler
- August Hess (General) (1857–1922), österreichischer Feldmarschallleutnant

### B
- Barbara Hess (* 1964), deutsche Kunsthistorikerin, Kritikerin und Übersetzerin
- Beda Hess (1885–1953), 112. Generalminister der Franziskaner-Konventualen
- Benno Hess (1922–2002), deutscher Biophysiker
- Bernd Artur Heß (1954–2004), deutscher Chemiker
- Bernhard von Heß (1792–1869), deutscher Politiker
- Bernhard Heß (Physiker) (1906–1984), deutscher Physiker und Hochschullehrer
- Bernhard Hess (Politiker) (* 1966), Schweizer Politiker (SD)
- Beth Bowman Hess (1928–2003), US-amerikanische feministische Soziologin und Gerontologin
- Bob Hess (Robert George Hess; * 1955), kanadischer Eishockeyspieler
- Bruno Hess (1888–1949), österreichischer Techniker, Maler und Alpinist
- Burkhard Hess (* 1961), deutscher Rechtswissenschaftler

### C
- Carl von Hess (1788–1872), deutscher Privatier und Stifter, siehe Karl von Hess (Stifter)
- Carl Hess (Komponist) (1859–1912), Schweizer Organist am Berner Münster
- Carl von Heß (Mediziner) (1863–1923), deutscher Augenarzt und Hochschullehrer
- Carl Adolph Heinrich Heß (1769–1849), deutscher Tiermaler
- Carl Ernst Christoph Hess (1755–1828), deutscher Kupferstecher
- Carry Hess (1889–1957), deutsche Lichtbildkünstlerin, siehe Nini und Carry Hess
- Christian Heß (Botaniker) (1803–1874), deutscher Lehrer, Botaniker und Meteorologe
- Christian Hess (Maler) (1895–1944), österreichischer Maler und Bildhauer
- Christian Carl Ludwig Hess (1776–1853), deutscher Kupferstecher
- Christiane Hess (* 1970), deutsche Schauspielerin, Regisseurin und Autorin
- Christoph Hess (* 1984), siehe Cr7z, deutscher Rapper
- Claudia Hess, Ehefrau von Thomas Anders
- Claus Heß (1933–2018), deutscher Ruderer
- Clemens Hess (1850–1918), Schweizer Lehrer, Physiker und Meteorologe
- Cordelia Heß (* 1977), deutsche Historikerin und Hochschullehrerin

### D
- Damien Hess (* 1973), US-amerikanischer Rapper, siehe MC Frontalot
- Daniel Hess (Kunsthistoriker) (* 1963), Schweizer Kunsthistoriker
- Daniel Hess (Komponist) (* 1965), Schweizer Komponist
- Daniel Hess (Badminton) (* 1998), deutscher Badmintonspieler
- David Hess (Dichter) (1770–1843), Schweizer Schriftsteller, Maler und Kunstkritiker
- David Alexander Hess (1936–2011), US-amerikanischer Musiker, Komponist und Schauspieler
- David J. Hess (* 1956), US-amerikanischer Anthropologe
- Dean Hess (1917–2015), US-amerikanischer Luftwaffenoffizier
- Debby Hess (* 1963), israelische Miss-Wahlteilnehmerin und Psychologin
- Dick Hess (1938–2013), US-amerikanischer Politiker
- Dieter Heß (1933–2021), deutscher Botaniker
- Dietmar Heß (* 1955), deutscher Kommunalpolitiker (CDU), Bürgermeister von Finnentrop
- Dirk Hess (* 1945), deutscher Schriftsteller und Comicautor
- Donald Hess (1936–2023), Schweizer Unternehmer, Weinbaupionier und Kunstsammler
- Dorothee Hess-Maier (* 1936), deutsche Verlegerin

### E
- Eberhard Heß (1903–1945), deutscher Landrat
- Eckhard Hess (1916–1986), US-amerikanischer Psychologe und Ethologe
- Edgar Hess (* 1954), sowjetisch-deutscher Fußballspieler und -trainer
- Edmund Hess (1843–1903), deutscher Mathematiker
- Elmar Hess (* 1966), deutscher Künstler
- Elise Heß (1898–1987), deutsche Hebamme und Widerstandskämpferin
- Emil Hess (Komponist) (1854–1944), österreichischer Komponist
- Emil Hess (Bildhauer) (1887–1922), Schweizer Bildhauer
- Emil Hess (Schauspieler) (1889–1945), Schweizer Schauspieler
- Emil Hess (Tiermediziner) (1911–2004), Schweizer Veterinärmediziner und Hochschullehrer
- Emil Hess (Saxophonist) (* 1965), dänischer Saxophonist und Komponist
- Emma Hess (1842–1928), Schweizer Frauenrechtlerin
- Erich Hess (Politiker) (* 1981), Schweizer Politiker (SVP)
- Erich K. Hess (1929–2018), deutscher Architekt
- Erika Heß (1934–1986), deutsche Politikerin (SPD)
- Erika Hess (* 1962), Schweizer Skisportlerin
- Ernest Hess-Lüttich (* 1949), deutscher Germanist
- Ernst Hess (Tiermediziner) (1860–1920), deutscher Tiermediziner und Hochschullehrer
- Ernst Heß (Widerstandskämpfer) (1880–1945), deutscher Widerstandskämpfer gegen den Nationalsozialismus
- Ernst Hess (Komponist) (1912–1968), Schweizer Dirigent, Komponist und Musikwissenschaftler
- Ernst Moritz Hess (1890–1983), deutscher Offizier, Richter und Bahnfunktionär
- Erwin Hess (1871–1945), deutscher Jurist
- Eugen Hess (1824–1862), deutscher Maler
- Ewald Hess (1918–1996), deutscher Maler

### F
- Felix Hess (Theologe) (1742–1768), Schweizer Theologe
- Felix Hess (Zeichner) (1878–1943), niederländischer Zeichner
- Florian Heß (* 1969/1970), deutscher Mathematiker und Hochschullehrer
- Florian Hess (* 1978), deutscher Freestyle-Frisbee-Spieler und -funktionär
- Franz Heß (Maler) (1797–1819), deutscher Maler
- Franz Sales Heß (1899–1989), deutscher Benediktiner und Gymnasiallehrer
- Frauke Heß (1963–2020), deutsche Oboistin, Musikpädagogin und Hochschullehrerin
- Fred Hess (1944–2018), US-amerikanischer Saxophonist, Komponist und Hochschullehrer
- Freddy Heß (* 1964), deutscher Fußballspieler
- Friedrich Heß (Verwaltungsbeamter, 1829) (1829–1917), deutscher Verwaltungsbeamter, Kreisrat von Dieburg
- Friedrich Heß (Musiker) (1863–??), deutscher Cellist
- Friedrich Hess (Verwaltungsbeamter, 1865) (1865–1919), deutscher Verwaltungsbeamter
- Friedrich Hess (Heimatforscher) (1883–1945), österreichischer Heimatforscher
- Friedrich Hess (Architekt) (1887–1962), Schweizer Architekt und Hochschullehrer
- Friedrich Heß (Politiker) (* 1940), deutscher Politiker (SPD)
- Friedrich Ludwig Hess (1721–1800), Schweizer Militärperson
- Fritz Heß (1879–1938), deutscher Politiker (NSDAP)
- Fritz Hess (Beamter) (1895–1970), Schweizer Beamter
- Fritz Hess (Buchhändler) (1901–1991), Schweizer Buchhändler

### G
- Gabriele Heß (* 1971), deutsche Skilangläuferin
- Gale Hess (1955–2012), US-amerikanische Violinistin
- Georg Heß (Pädagoge) (1613–1694), deutscher Pädagoge
- Georg Hess (Politiker, 1784) (1784–1860), deutscher Ökonom und Politiker, MdL Hessen
- Georg Hess (Bildhauer) (1832–1909), deutscher Künstler und Bildhauer
- Georg Heß (Mundartdichter) (1888–1967), Heimatdichter
- Georg Hess (Politiker, 1956) (1956–2016), Schweizer Politiker (CVP)
- Gerhard Hess (Historiker) (1731–1802), deutscher Ordensgeistlicher und Historiker
- Gerhard Hess (Romanist) (1907–1983), deutscher Romanist, Philologe und Wissenschaftspolitiker
- Gerhard Hess (Jurist) (* 1946), deutscher Jurist und Verbandsfunktionär
- Gerhard Hess (Intendant), Schweizer Intendant und Regisseur
- Germain Henri Hess (1802–1850), russisch-schweizerischer Chemiker
- Gertrud Hess (1910–2006), Schweizer Biologin und Psychologin
- Gisela Hess (* 1940), deutsche Schauspielerin und Synchronsprecherin
- Giuseppe Hess (1885–1967), italienischer Jurist, Fußballspieler und Sportfunktionär
- Gottlieb Hess (1865–1943), deutscher sozialdemokratischer Widerstandskämpfer gegen das Naziregime
- Gottlieb Friedrich Heß (1692–1761), Vogt und Chronist in Herrenberg
- Grete Hess (1894–1976), Schweizer Künstlerin, Schriftstellerin und Radiomoderatorin
- Grete Meisel-Heß (1879–1922), österreichische Schriftstellerin
- Günter Hess (Choreograf) (1903–1979), deutscher Tänzer, Choreograf, Regisseur und Tanzpädagoge
- Günter Hess (Germanist) (1940–2023), deutscher Germanist
- Günter Schulz-Hess (* 1943), deutscher Ingenieur und Unternehmer
- Günther Heß (1923–2016), deutscher Lehrer und Heimatforscher
- Gustav Hess (1874–1940), deutscher Landwirt und Politiker
- Gustav Heß (1879–1957), deutscher Jurist und Beigeordneter
- Gustav Adolf Hess de Calve (1784–1838), ungarisch-russischer Philosoph, Komponist und Bergbauingenieur

### H
- Hans Hess (Glaziologe) (1864–1940), deutscher Glaziologe
- Hans Hess (Politiker, 1873) (1873–1928), österreichischer Politiker (CS), Niederösterreichischer Landtagsabgeordneter
- Hans Heß (Manager) (1881–1957), deutscher Wirtschaftsführer
- Hans Heß (Bobfahrer) (1902–nach 1935), deutscher Bobsportler
- Hans Hess (Kunsthistoriker) (1908–1975), deutscher Schuhfabrikant und britischer Kunsthistoriker
- Hans Heß (Mediziner) (1918–2011), deutscher Angiologe
- Hans Heß (Admiral) (1929–2024), deutscher Konteradmiral
- Hans Hess (Paläontologe) (1930–2017), Schweizer Paläontologe
- Hans Hess (Erfinder) (1932–2022), Schweizer Erfinder und Pionier im Bereich moderner Sportbekleidung
- Hans Heß (Fußballspieler) (1944–2017), deutscher Fußballspieler
- Hans Hess (Politiker, 1945) (* 1945), Schweizer Politiker (FDP)
- Hans Hess (Manager) (* 1955), Schweizer Manager, Ingenieur und Unternehmensberater
- Hans Heß von Wichdorff (1877–1932), deutscher Geologe
- Hans Ernst Hess (1920–2009), Schweizer Botaniker und Hochschullehrer
- Hans-Jürgen Heß (1935–2010), deutscher Politiker (SPD)
- Hans Georg Heß, deutscher Basketballspieler und -trainer
- Harald Hess (* 1957), deutscher Science-Fiction-Autor, siehe Cliff Allister
- Harald Hess (Physiker), US-amerikanischer Physiker
- Harro Hess (1935–2011), deutscher Geologe, Autor und Wissenschaftsjournalist
- Harry Hess (Produzent) (* 1968), kanadischer Musikproduzent, Sänger und Gitarrist
- Harry Hammond Hess (1906–1969), US-amerikanischer Geologe
- Heinrich Hess (Klostermüller) (1600–1683), Schweizer Müller und Pfister
- Heinrich Hess (Uhrmacher) (1739–1835), Schweizer Uhrmacher, Grafiker und Historiker
- Heinrich von Heß (1788–1870), österreichischer Feldmarschall
- Heinrich Heß (Baurat) (1794–1865), deutscher Architekt
- Heinrich Heß (Heimatforscher) (1844–1927), deutscher Heimatforscher und Politiker
- Heinrich Hess (Politiker) (1847–1919), Schweizer Redaktor, Verleger und Politiker
- Heinrich Heß (Alpinist) (1857–1944), österreichischer Alpinist
- Heinrich Hess (Ingenieur) (1898–1981), deutscher Hochschullehrer und NS-Funktionär
- Heinrich Heß (Kanute) (1928–1993), deutscher Kanute
- Heinrich Heß (Mediziner) (* 1932), deutscher Mediziner
- Heinrich Ludwig von Heß (1719–1784), deutscher Schriftsteller, siehe Ludwig von Heß
- Heinrich Maria von Hess (1798–1863), deutscher Maler
- Heinz Heß (Architekt) (1922–1992), deutscher Architekt
- Heinz Hess (Chemiker) (1924–2010), deutscher Chemiker und Hochschullehrer
- Heinz Hess (Architekt, 1931) (1931–2017), Schweizer Architekt
- Heinz Hess (Unternehmer) (1941–2006), deutscher Unternehmer
- Henner Hess (* 1940), deutscher Kriminologe
- Herbert Hess (Kurt Herbert Hess; 1908–1977), deutscher Sänger (Tenor) und Hochschullehrer
- Herbie Hess (Kurt Herbert Hess; 1933–2015), deutscher Jazzmusiker und Lehrer
- Hermann Heß (Politiker) (1812–1884), deutscher Politiker
- Hermann Heß (Schriftsteller) (1897–1948), Schriftsteller, Lyriker
- Hermann Hess (* 1951), Schweizer Politiker (FDP.Die Liberalen)
- Hermann Heinrich Hess (1802–1850), schweizerisch-russischer Chemiker und Mineraloge, siehe Germain Henri Hess
- Hieronymus Hess (1799–1850), Schweizer Zeichner und Maler
- Hildegard Hess (1920–2014), deutsche Chemikerin
- Hildi Hess (1911–1998), Schweizer Bildhauerin
- Horst Heß (1932–2007), deutscher Ringer
- Hubertus Hess-Grunewald (* 1960), deutscher Rechtsanwalt und Fußballfunktionär
- Hunter Hess (* 1998), US-amerikanischer Freestyle-Skier

### I
- Ignaz Hess (1871–1963), Schweizer Theologe und Archivar
- Ilse Heß (1900–1995), deutsche Autorin (NSDAP), Ehefrau von Rudolf Heß
- Isaak Hess (1789–1866), deutscher Buchhändler und Antiquar

### J
- Jacob Hess (Fabrikant) (1841–1894), deutscher Fabrikant
- Jacob Hess (Kunsthistoriker) (1885–1969), deutscher Kunsthistoriker
- Jacques B. Hess (1926–2011), französischer Bassist, Übersetzer, Musikkritiker und -historiker
- Jake Hess (1927–2004), US-amerikanischer Gospelsänger
- Jakob Hess (1889–1957), Schweizer Maler und Grafiker
- Jared Hess (* 1979), US-amerikanischer Filmregisseur
- Jennifer Heß (Bogenschützin) (* 1975), deutsche Bogenschützin
- Jennifer Heß (Comiczeichnerin) (* 1987), deutsche Manga-Zeichnerin
- Jerusha Hess (* 1979), US-amerikanische Filmregisseurin
- Joachim Hess (Organist) (1732–1819), niederländischer Komponist
- Joachim Hess (Schauspieler) (1925–1992), deutscher Schauspieler und Regisseur
- Joan Hess (1949–2017), US-amerikanische Autorin
- Jodokus Heß (1484–1539), deutscher Kartäuserprior und Schriftsteller
- Johan Heß (* 1977), deutscher Theaterregisseur
- Johann Heß (auch Hesse; um 1490–1547), deutscher Theologe
- Johann Benedikt Hess der Ältere (1636–1674), deutscher Glasschneider
- Johann Benedikt Hess der Jüngere (1672–1736), deutscher Glas- und Steinschneider
- Johann Friedrich Christian Hess (1785–1845), deutscher Architekt
- Johann Georg Christian Hess (1756–1816), deutscher Architekt
- Johann Heinrich Hess (1712–1768), deutscher Hofinstrumentenbauer
- Johann Jakob Hess (Theologe) (1741–1828), Schweizer Theologe
- Johann Jakob Hess (Politiker) (1791–1857), Schweizer Jurist und Politiker
- Johann Jakob Hess (Ägyptologe) (1866–1949), Schweizer Ägyptologe und Assyriologe
- Johann Michael Hess (János Mihály Hesz; 1768–um 1836), österreich-ungarischer Maler und Kupferstecher
- Johannes Hess (1786–1837), deutscher Botaniker und Bibliothekar
- Johannes Hess (Industrieller) (1877–1951), Schweizerisch-deutscher Chemieindustrieller
- Johannes Heß (1922–1975), deutscher Maler und Grafiker im Vogtland
- John Hess (* 1946), Kinderkardiologe und Hochschullehrer
- Jonas Ludwig von Heß (1756–1823), deutscher Schriftsteller
- Josef Hess (Politiker) (* 1961), Schweizer Beamter und Politiker
- Josef Anton Hess (Politiker, 1832) (1832–1915), Schweizer Politiker (Katholisch-Konservative) und Textilunternehmer
- Josef Anton Hess (Politiker, 1871) (1871–1936), österreichischer Politiker (CSP), Landtagsabgeordneter
- Joseph Heß (Politiker, 1801) (1801–nach 1867), deutscher Politiker, MdL Nassau
- Joseph Heß (Politiker) (Josef Hess; 1878–1932), deutscher Pädagoge, Beamter und Politiker (Zentrum)
- Joseph Hess (Sprachwissenschaftler) (1889–1973), luxemburgischer Sprachwissenschaftler, Volkskundler und Autor
- Judith Hess (* 1978), deutsche Freestyle-Frisbee-Spielerin
- Julius Hess (1878–1957), deutscher Maler
- Julius Heß (1824–1891), Advokat und kurhessischer Abgeordneter
- Jürgen Heß (Agrarwissenschaftler) (* 1953), deutscher Agrarwissenschaftler
- Jürgen Alexander Heß (1943–2001), deutscher Illustrator
- Jürgen C. Heß (* 1943), niederländischer Historiker

### K
- Karl von Hess (Stifter) (1788–1872), deutscher Privatier und Stiftungsgründer
- Karl Hess (Politiker) (1798–1835), deutscher Jurist und hessischer Politiker
- Karl Hess (Maler) (1802–1874), deutscher Maler
- Karl von Hess (General) (1860–1950), österreichischer Feldmarschallleutnant
- Karl Heß (Fußballfunktionär) (1900–1975), deutscher Rechtsanwalt, Fußballfunktionär und Vorsitzender von Darmstadt 98
- Karl Heß (Politiker) (1911–1997), deutscher Politiker, Landrat des Landkreises Böblingen
- Karl Hess (Autor) (1923–1994), amerikanischer Autor und Herausgeber
- Karl Hess (Physiker) (* 1945), österreichischer Physiker
- Karl August Heß (1800–1871), deutscher Jurist und Politiker
- Karl-Heinz Hess (1930–1995), deutscher Schauspieler
- Katharina Hess (* 1935), Schweizer Schriftstellerin
- Kathryn Hess (* 1967), US-amerikanische Mathematikerin
- Kathryn Hess Bellwald (* 1967), US-amerikanische Mathematikerin und Hochschullehrerin
- Katja Hess (Malerin) (* 1946), deutsche Malerin
- Katja Hess (Theologin) (* 1983), deutsche Theologin
- Katrin Heß (* 1985), deutsche Schauspielerin
- Katrin Anne Heß (* 1979), deutsche Schauspielerin
- Klaus Hess (Musiker) (* 1946), deutscher Komponist und Gitarrist
- Klaus Hess (Verleger) (* 1948), deutscher Verleger
- Konrad Hess (1908–2001), Schweizer Politiker
- Kurt Hess (Chemiker) (1888–1961), deutscher Chemiker
- Kurt Herbert Hess (1908–1977), deutscher Sänger (Tenor) und Hochschullehrer, siehe Herbert Hess
- Kurt Herbert Hess (1933–2015), deutscher Jazzmusiker und Lehrer, siehe Herbie Hess
- Kurt Luis Hess (Kurt Ludwig Hess; 1908–2010), deutsch-dominikanischer Landwirt und Schulleiter

### L
- Lara Heß (* 1997), deutsche Fußballspielerin
- Leo Hess (1879–1963), österreichisch-amerikanischer Internist und Neurologe
- Liam Hess (* 1992), britischer Schauspieler
- Lilian Hess (1929–2017), deutsche Politikerin (SED), Thüringer Landtagsabgeordnete (FDJ)
- Lorenz Hess (* 1961), Schweizer Politiker (BDP)
- Ludwig von Heß (auch Ludwig von Hess; 1719–1784), deutscher Schriftsteller
- Ludwig Hess (Maler) (1760–1800), Schweizer Maler
- Ludwig Hess (Kupferstecher) (1776–1853), deutscher Kupferstecher
- Ludwig Hess (Sänger) (Ludwig Konrad Hess; 1877–1944), deutscher Sänger (Tenor/Bariton) und Komponist
- Ludwig Hess (Chemiker) (1882–1956), deutscher Industriechemiker
- Ludwig Hess (Landrat) (1900–1965), deutscher Landrat
- Ludwig Adolf Heß (1800–1826), Schweizer Zeichner

### M
- Maja Gerber-Hess (* 1946), Schweizer Schriftstellerin
- Marcel Hess (Maler, 1791) (1791–1835), belgischer Maler und Zeichner
- Marcel Hess (Maler, 1873) (1873–1948), belgischer Maler
- Marcel Hess (Handballspieler) (* 1982), Schweizer Handballspieler
- Markus Hess (Hacker), deutscher Hacker
- Markus Hess (Radsportler), (* 1963), deutscher Radrennfahrer
- Markus M. Hess (* 1959), deutscher Mediziner
- Martin Hess (Musiker) (* 1962), Schweizer Jazzbassist
- Martin Heß (Geograph) (* 1965), deutscher Wirtschaftsgeograph
- Martin Heß (Zoologe) (* 1967), deutscher Zoologe und Hochschullehrer
- Martin Hess (Politiker) (* 1971), deutscher Polizist und Politiker (AfD), MdB
- Martin Hess (Fußballspieler) (* 1987), deutscher Fußballspieler
- Max Hess (Maler) (1825–1868), deutscher Maler
- Max Hess (Turner) (1877–1969), deutsch-amerikanischer Turner
- Max Hess (Hornist) (Max Gustav Heß; 1878–1975), deutscher Hornist
- Max Heß (* 1996), deutscher Leichtathlet
- Max Hess (Schachspieler) (* 1997), deutscher Schachspieler
- Mendel Hess (1807–1871), Rabbiner und Autor
- Michael Hess (Pädagoge) (1782–1860), deutscher Pädagoge
- Michael Heß (Tiermediziner) (auch Michael Hess; * 1960), deutscher Tiermediziner und Hochschullehrer
- Michael Hess (Lyriker) (* 1971), österreichischer Bibliothekar und Lyriker
- Michael Hess (Politiker), Schweizer Politiker (FDP)
- Michael Hess (Eishockeyspieler) (* 1981), deutscher Eishockeyspieler
- Michael Reinhard Heß (* 1967), deutscher Turkologe
- Mona Hess, deutsche Wissenschaftlerin
- Monika Hess (* 1964), Schweizer Skirennläuferin
- Moses Hess (1812–1875), deutscher Philosoph
- Muriel Hess (* 1990), deutsche Boulespielerin
- Myra Hess (1890–1965), britische Pianistin

### N
- Nicole Hess (* 1973), deutsche Politikerin (AfD)
- Nikolaj Hess (* 1967), dänischer Jazzmusiker
- Nini Hess (1884–1943), deutsche Lichtbildkünstlerin, siehe Nini und Carry Hess
- Norbert Heß (1942–2013), deutscher Fußballspieler

### O
- Olaf Heß (* 1968), deutscher Sportschütze
- Olena Hess (* 1971), ukrainische Schachspielerin
- Oswald Hess (* 1930), deutscher Biologe, Genetiker und Hochschullehrer
- Otto Hess (Politiker, 1873) (1873–1962), Schweizer Politiker (Katholisch-Konservative)
- Otto Heß (Mediziner) (1875–1955), deutscher Mediziner und Klinikdirektor
- Otto Hess (Politiker, 1897) (1897–1988), Schweizer Politiker (FDP, BGB)
- Otto Hess (Politiker, 1908) (1908–1967), deutscher Politiker (DRP, NPD)
- Otto Hess (Politiker, 1935) (1935–2014), Schweizer Politiker (SVP)
- Otto H. Hess (1911–1997), deutscher Verleger und Mitbegründer der Freien Universität Berlin

### P
- Patrick Heß (1970–2018), deutscher Endurosportler
- Paul Heß (auch Paulus Hess; 1536–1603), deutscher Mediziner
- Paul Johann Hess (1743/1744–1798), deutsch-österreichischer Bildhauer
- Peter Hess (Gemmenschneider) (1709–1782), deutscher Gemmenschneider
- Peter von Hess (1792–1871), deutscher Maler
- Peter Hess (Klangtherapeut) (* 1941), deutscher Klangtherapeut und Autor
- Peter Hess (Boxer) (auch Peter Heß; * 1946), deutscher Boxer
- Peter Hess (Musiker) (* um 1975), US-amerikanischer Jazzmusiker
- Peter Hess (Politiker) (* 1948), Schweizer Politiker (CVP)
- Peter Hubert Hess (* 1926), Schweizer Beamter und Politiker (FDP)
- Petra Heß (* 1959), deutsche Politikerin (SPD)
- Philipp von Heß (1750–1825), deutscher Gutsbesitzer und Abgeordneter
- Philipp Hess (Offizier) (1845–1919), österreichischer Offizier und Militärtechniker
- Philipp Heß (Ringer) (1887–1934), deutscher Ringer

### R
- Rainer Hess (Romanist) (1936–2004), deutscher Romanist und Literaturwissenschaftler
- Rainer Hess (Jurist) (* 1940), deutscher Jurist und Gesundheitsmanager
- Regine Heß, deutsche Diplomatin
- Reimund Hess (* 1935), deutscher Komponist
- Reinhard Heß (Maler) (1904–1998), deutscher Maler
- Reinhard Heß (Skispringer) (1945–2007), deutscher Skispringer und Skisprung-Trainer
- Richard Heß (Forstwissenschaftler) (1835–1916), deutscher Forstwissenschaftler
- Richard Heß (Bildhauer) (1937–2017), deutscher Bildhauer
- Richard S. Hess (Richard Samuel Hess; * 1954), US-amerikanischer Theologe und Hebraist
- Rob Hess (Robert M. Hess; * 1957), australischer Sporthistoriker und Hochschullehrer
- Robert Heß (Ingenieur), deutscher Ingenieur
- Robert Hess (Erziehungswissenschaftler) (Robert Daniel Hess; 1920–1993), US-amerikanischer Erziehungswissenschaftler
- Robert Hess (Heimatforscher) (1927–2008), deutscher Pädagoge, Historiker und Heimatforscher
- Robert Hess (Mediziner) (* 1927), Schweizer Anatom und Hochschullehrer
- Robert Hess (Optometrist) (Robert F. Hess; * um 1952), australischer Optometrist
- Robert Hess (Maler) (* 1955), Schweizer Maler und Grafiker
- Robert Hess (Autor) (* 1958/1959), US-amerikanischer Autor
- Robert Heß (Physiker) (* 1966), deutscher Physiker und Hochschullehrer
- Robert Hess (Schachspieler) (* 1991), US-amerikanischer Schachspieler
- Rolf Hess (* 1955), Schweizer Unternehmer
- Rudolf Hess (Generallieutenant) (1731–1790), schweizerischer Generallieutenant in holländischen Diensten
- Rudolf Hess (General) (1858–1930), österreichischer Feldmarschalleutnant
- Rudolf Hess (Mediziner, 1886) (1886–1962), deutscher Kinderarzt
- Rudolf Heß (1894–1987), deutscher Politiker (NSDAP)
- Rudolf Heß (Unternehmer) (1905–1978), deutscher Bauingenieur und Fabrikant
- Rudolf Hess (Mediziner, 1913) (1913–2007), Schweizer Neurologe

### S
- Sabine Heß (* 1958), deutsche Ruderin
- Sabine Hess (* 1969), deutsche Kulturanthropologin, Ethnologin und Hochschullehrerin
- Salomon Hess (Schriftsteller) (1763–1837), Schweizer Schriftsteller und Diakon
- Salomon Heß (Theologe) (1789–1852), Schweizer Theologe
- Sam Hess (* 1951), Schweizer Autor
- Sandra Hess (Schauspielerin) (* 1968), Schweizer Schauspielerin
- Sandra Hess (Politikerin) (* 1972), Schweizer Politikerin
- Sandra Hess (Sportlerin) (* 1976), deutsche Karateka und Traceuse
- Sandro Hess (* 1975), Schweizer Politiker (CVP), Kantonsrat in St. Gallen
- Sebastian Hess (Bildhauer) (1732–1800), deutscher Bildhauer
- Sebastian Hess (Musiker) (1971–2021), deutscher Cellist, Komponist und Produzent
- Sebastian Hess (Agrarwissenschaftler) (* 1975), deutscher Agrarwissenschaftler und Hochschullehrer
- Sebastian Hess (Sportwissenschaftler) (* 1977), deutscher Leichtathletiktrainer und Sportwissenschaftler
- Siegfried Hess (* 1940), deutscher Physiker und Hochschullehrer
- Sigurd Hess (1938–2018), deutscher Konteradmiral
- Stefan Hess (* 1965), Schweizer Historiker und Kunsthistoriker
- Stephen H. Hess (* 1933), US-amerikanischer Politikwissenschaftler und politischer Berater

### T
- Thekla Hess (1884–1968), deutsche Kunstsammlerin
- Theodor Hess (Mathematiker) (1849–nach 1903), böhmisch-österreichischer Mathematiker, Lehrer und Schriftsteller
- Theodor Hess (Violinist) (1880–1967), österreichischer Violinist
- Thomas Hess (Wirtschaftsinformatiker) (* 1967), deutscher Wirtschaftsinformatiker
- Thomas Hess (Drehbuchautor) (* 1968), Schweizer Drehbuchautor, Regisseur und Schauspieler
- Thomas B. Hess (1920–1978), US-amerikanischer Kunstkritiker
- Tobias Heß (1558–1614), deutscher Jurist, Theologe und Mediziner
- Trude Krautheimer-Hess (1902–1987), deutsch-amerikanische Kunsthistorikerin, Privatgelehrte, Kunstsammlerin und Fachautorin

### U
- Ulrich Heß (Archivar) (1921–1984), deutscher Archivar und Landeshistoriker
- Ulrich Heß (Historiker) (* 1945), deutscher Wirtschaftshistoriker
- Ulrico Hess (1939–2006), Schweizer Berufsoffizier (Korpskommandant)
- Urs Hess (1940–2013), Schweizer Schauspieler

### V
- Victor Hess (Journalist) (1890–1985), Schweizer Journalist
- Victor Müller-Heß (1883–1960), deutscher Rechtsmediziner
- Victor Franz Hess (1883–1964), österreichischer Physiker
- Volker Hess (* 1962), deutscher Medizinhistoriker

### W
- Walter Hess (Zahnmediziner) (1885–1980), Schweizer Zahnmediziner und Hochschullehrer
- Walter Hess (SS-Mitglied) (1908–1979), deutscher SS-Hauptsturmführer
- Walter Hess (Kunsthistoriker) (1913–1987), deutscher Kunsthistoriker und Hochschullehrer
- Walter Hess (Homöopath) (1913–2002), deutscher Arzt und Homöopath
- Walter Hess (Maler, 1920) (1920–2016), Schweizer Maler
- Walter Hess (Geologe) (1924–1960), Schweizer Geologe
- Walter Hess (Publizist) (1937–2015), Schweizer Journalist und Publizist
- Walter Hess (Schauspieler) (* 1939), Schweizer Schauspieler
- Walter Hess (Maler, 1944) (* 1944), deutscher Maler
- Walter Hess (Politiker) (* 1949), Schweizer Politiker (CVP)
- Walter Müller Hess (1894–1977), chilenischer Unternehmer und Diplomat
- Walter Rudolf Hess (1881–1973), Schweizer Physiologe
- Walther Hess (1900–1986), deutscher Diplomat
- Werner Hess (1914–2003), deutscher Rundfunkintendant
- Werner Hess (Architekt) (1943–2021), Schweizer Architekt
- Wilhelm Hess (Mediziner) (1831–1905), deutscher Ophthalmologe
- Wilhelm Heß (Zoologe) (1841–1918), deutscher Botaniker, Zoologe und Hochschullehrer
- Wilhelm Heß (Architekt) (1846–1916), österreichischer Architekt
- Wilhelm Hess (Unternehmer) (1848–1932), polnischer Industrieller
- Wilhelm Hess (Mathematiker) (1858–1937), deutscher Mathematiker und Historiker
- Wilhelm Heß (Politiker) (1889–1969), deutscher Politiker (SPD), MdPL Hannover
- Wilhelm Heß (General) (1907–1997), deutscher Generalmajor
- William E. Hess (1898–1986), US-amerikanischer Politiker (Republikanische Partei)
- Willy Heß (1859–1939), deutscher Violinist und Violinlehrer
- Willy Hess (Komponist) (1906–1997), Schweizer Musikwissenschaftler und Komponist
- Wilmot N. Hess (1926–2004), US-amerikanischer Physiker
- Wolf-Dietrich Heß (* 1937), deutscher Sportwissenschaftler, Hochschullehrer und Leichtathletikfunktionär
- Wolf Rüdiger Heß (1937–2001), deutscher Architekt und Sohn von Rudolf Heß
- Wolfgang Heß (Numismatiker) (1926–1999), deutscher Numismatiker
- Wolfgang Hess (Synchronsprecher) (1937–2016), Schweizer Schauspieler und Synchronsprecher
- Wolfgang Hess (Linguist) (* 1940), deutscher Linguist
- Wolfgang Hess (Journalist) (* 1952), deutscher Wissenschaftsjournalist
- Wolfgang René Hess (* 1961), deutscher Bioinformatiker und Hochschullehrer

### Y
- Yven Hess (* 2002), Schweizer Märchenerzähler und Schauspieler